# 太田駅 (香川県)
太田駅（おおたえき）は、香川県高松市太田上町にある、高松琴平電気鉄道琴平線の駅である。駅番号はK05。
IruCa取り扱い窓口・IruCa定期券窓口がある。途中下車指定駅。

## 駅構造
5両編成対応の対面式ホーム2つから成る2面2線構造である。駅本屋は1番線側三条寄り頭端に設置され、下り線ホームと駅本屋の間には踏切（警報機付き遮断機あり）が存在する。
のりば

| 乗り場 | 路線    | 方向 | 行先                     |
| ------ | ------- | ---- | ------------------------ |
| 1      | ■琴平線 | 上り | 瓦町・高松築港方面       |
| 2      | ■琴平線 | 下り | 一宮・滝宮・琴電琴平方面 |

### 設備

#### 直前駅出発通知
上り線の電車が直前の駅である仏生山を発車すると、「次の電車は仏生山を発車しました」との表示が1番乗り場において点灯する。同様の機構は下り線にも存在し、直前の駅に当る三条の発車を「次の電車は三条を発車しました」と2番乗り場に通知する。両表示とも「次の電車は」の部分は常に黒々として判読容易であるが、残りの部分は内蔵される光源が発光した際に浮び上る仕組みであり、この方式はドイツの古い駅などでも見ることができる。

#### 分岐器
駅南の単線部とのポイントは片開き・スプリング式である。

#### 販売機・窓口等
西側の改札外には次の6台の機械が北から南にこの順で存在する。
- 新聞の自動販売機
- 公衆電話
- 壁面型自動券売機
- 壁面型IruCa自動チャージ機
- ポール型IruCa専用簡易自動改札機
- ポール型券売機

自動改札機の位置は出入口と重なる。構内側にも自動改札機があり、構外のものと背中合せである。
2台の券売機は両者とも乗車券を印刷して提供する従来の方式のもので、感熱紙にビットマップフォントで印刷するが、用紙に帯磁性はなく、出力内容は目視で読取るのみである。両者の乗車券とも同様の効力を持つが、紙質やサイズなどが大きく異なり、各々特徴は次の通り。
壁面型
約58mm×30mm
比較的厚い
表裏とも純白
ポール型
約58mm×66mm
発行時刻の印字あり
比較的薄い
一般のレシート様
薄い水色の細かなことでんロゴマークの印刷が表一面に
壁面型の機械がある部分には、終電から次の稼働開始まで、2台ともすっぽり隠れるシャッターが下りる。
その部分と出入口の間にイルカBOXが設けられ、意見や要望を備附けの用紙などに記入して投入できる。
イルカBOXと出入口の間に窓口があり、IruCa取扱窓口・IruCa定期券取扱窓口としてIruCa・IruCa定期券の購入や更新、チャージが可能。
飲料の自動販売機が1番乗り場に1台あるが、駅構外にも路地を隔てたところに2台ほどある。

#### 便所
男女別の水洗式と多目的トイレを備える。

## 利用状況
2010年代の利用者数は増加傾向にあり、隣の仏生山駅と逆転して、瓦町以北（築港線）を除く琴平線全駅で最も利用者数の多い駅だった。しかし伏石駅開業後は、サンメッセ行きのバスが同駅発着となり、当駅利用者の一部が吸収されたことに加え、コロナ禍を経験したことによる高松市民の急速な鉄道離れにより利用者が大幅に減少した。現在は仏生山駅と利用者数が再び逆転している。2001年には1日あたり3,417人あった利用者数が、2018年には4,485人/日まで増加したものの、2023年には3,254人まで減少している。
| 1日乗降人員推移 | 1日乗降人員推移 |
| 年度            | 1日平均人数     |
| --------------- | --------------- |
| 2011年          | 3,387           |
| 2012年          | 3,608           |
| 2013年          | 3,789           |
| 2014年          | 3,913           |
| 2015年          | 4,127           |
| 2016年          | 4,355           |
| 2017年          | 4,410           |
| 2019年          | 4,573           |
| 2020年          | 3,654           |
| 2023年          | 3,254           |

## 駅周辺
- 香川県道147号太田上町志度線

駅前にある道で、交通量が多い上に歩道がないので歩行には注意。
- 香川県道166号岩崎高松線（仏生山街道）
- 香川県道280号高松香川線（旧塩江街道）
- 香川県道171号国分寺太田上町線
- 国道193号（空港通り）
- 香川県営太田団地
- 四国電力社宅
- 太田池
- 廣田八幡神社
- 香川県立聴覚支援学校
- 香川県立高松桜井高等学校
- 高松市立太田中学校
- 高松市立太田南小学校
- 香川大学教育学部附属高松中学校
- 高松市立多肥小学校
- 高松信用金庫太田支店
- 百十四銀行太田支店
- グランデリーズ太田店 - マルヨシセンターの上級ブランドとして2016年にリブランド。
- クスリのアオキ太田上町店（2006年1月5日19時閉店のサニーマート太田店跡地）
- 高松太田郵便局
- 宮脇書店太田店
- イエローハット高松南店
- ケーズデンキ高松本店・ビッグ・エス本社
- サン・フラワー通り
- レインボーロード
- ラ・ムー高松中央店
- ハローズ多肥店

## 路線バス
- ことでん太田駅バス停と太田バス停
- ことでんバス - 太田・サンメッセ線（工学部前経由サンメッセ香川行き）

高松市の社会実験「バス&レールライド」として2011年10月より半年間の期限で受託運行を開始。その結果、利用者が増加傾向にあったことや利用者の要望等から、2012年4月以降はことでんバスが自主運行で継続することになった。伏石駅の駅前広場供用開始に伴い2021年11月6日（運行最終日）限りで廃止され、同駅発着に変更された。

## 歴史
- 1926年12月21日 琴平電鉄の駅として開業。
- 1943年11月1日 会社合併により高松琴平電気鉄道琴平線の駅となる。
- 2020年11月1日 三条 - 太田間が複線化[5]。

## 隣の駅
高松琴平電気鉄道
■琴平線
伏石駅（K04A） - 太田駅（K05） - 仏生山駅（K06）

## 画像

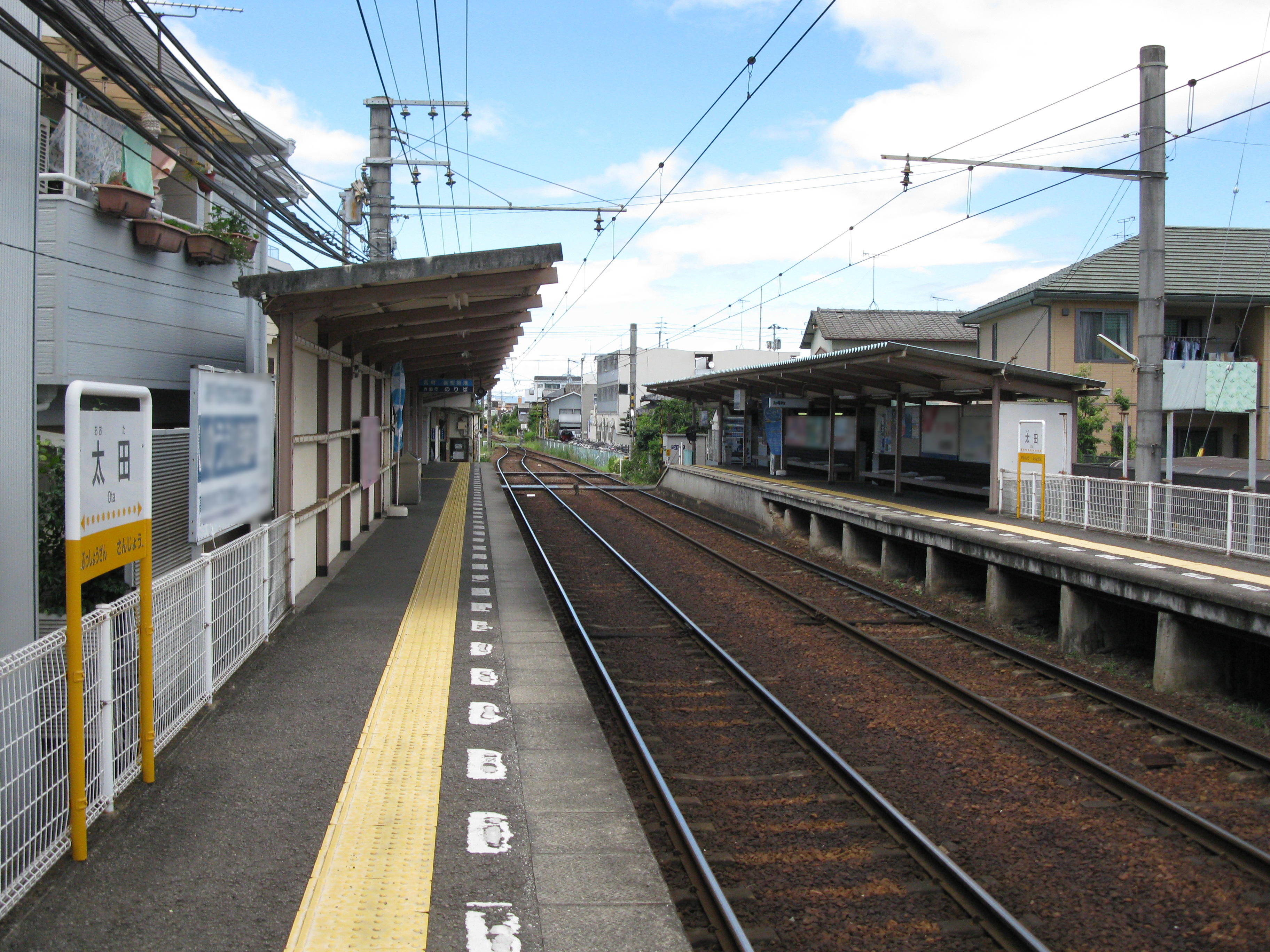
構内。仏生山方より（2010年8月）